# Wargames: The Dead Code
Pour les articles homonymes, voir Wargame.
Série
Wargames
(1983)
Pour plus de détails, voir Fiche technique et Distribution.
Wargames: The Dead Code est un film américain réalisé par Stuart Gillard, sorti en 2008. C'est la suite de Wargames, sorti en 1983. Il est sorti directement en vidéo.
Des scènes du films ont été tournées à l'école Centennial de l'arrondissement de Greenfield Park. (Source Ville de Longueuil)

## Synopsis
Will Farmer aide son voisin Sayid Massude avec un problème informatique. Will en profite pour voler 5 000 dollars à Massude et les parier sur un site en ligne sur lequel se trouvent des jeux vidéo mettant en scène des attaques terroristes. Ce site renferme un logiciel espion du gouvernement permettant de détecter les terroristes potentiels...

## Fiche technique
Sauf indication contraire, les informations mentionnées dans cette section peuvent être confirmées par la base de données cinématographiques IMDb,  présente dans la section « Liens externes ».
- Titre : Wargames: The Dead Code (titre TV)
- Titre québécois : Jeux de guerre 2 : Code mortel
- Autres titres : Wargames 2 (titre DVD), Wargames: The Dead Game (titre original alternatif)[2]
- Réalisation : Stuart Gillard
- Scénario : Rob Kerchner et Randall Badat
- Musique : John Van Tongeren
- Décors : Guy Lalande
- Photographie : Bruce Chun
- Montage : Robin Russell
- Production : Irene Litinsky et Mike Elliott
  - Producteurs délégués : Hudson Hickman et Craig Roessler
  - Productrice déléguée : Sara Berrisford
- Sociétés de production : Metro-Goldwyn-Mayer (MGM)
- Sociétés de distribution :  20th Century Fox Home Entertainment (sortie DVD)
- Pays d'origine :  États-Unis
- Langue originale : Anglais
- Format : couleur - 35 mm - 1.78:1 - son Dolby Digital
- Genre : Thriller, science-fiction et drame
- Durée : 100 minutes
- Dates de sortie[3] :
  -  États-Unis : 29 juillet 2008
  -  France : 6 mai 2009
- Classification : Tous publics en France
- Classification (MPAA) :  PG-13 (Certaines scènes peuvent heurter les enfants de moins de 13 ans)

## Distribution
- Matt Lanter (VQ : Claude Gagnon) : Will Farmer
- Amanda Walsh (VQ : Éveline Gélinas) : Annie D'Mateo
- Colm Feore (VQ : Pierre Chagnon) : T. Kenneth Hassert / Joshua
- Chuck Shamata (VQ : Yves Massicotte) : Bill Carter
- Maxim Roy (VQ : elle-même) : Tina Rashe
- Nicolas Wright (VQ : Nicolas Charbonneaux-Collombet) : Dennis Nichols
- Gary Reineke (VQ : Jean-Marie Moncelet) : le docteur Stephen Falken
- Susan Glover : Gail Farmer
- Trevor Hayes : l'agent Aaron Scott
- Claudia Ferri : l'agent Bolton
- Vlasta Vrana : Ivan Prokosh
- Claudia Black (VQ : Valérie Gagné) : R.I.P.L.E.Y. (voix)
- Russell Yuen : David Chen
- Robert Higden : M. Baron
- Neil Napier : le professeur